# Мухаммед Надир-шах
Мухаммед Надир-шах (пушту محمد نادر شاه‎; 1883 — 1933) — король Афганистана (1929—1933).

## Биография
Мухаммед Надир родился 9 апреля 1883 года в индийском Дехрадуне, представитель рода Баракзай племени Мохаммадзай: его прадедом по отцу был Султан Мухаммед-Хан Телаи, брат Дост Мухаммеда.
Мухаммед Надир-хан впервые попал в Афганистан в возрасте 18 лет, когда британцы и Абдур-Рахман разрешили его деду Яхья-хану вернуться из изгнания. Мухаммед Надир-хан стал генералом Амануллы-хана и командовал афганскими силами во время третьей англо-афганской войны. После войны Мухаммед Надир-хан был министром обороны и послом Афганистана во Франции.

## Путь к трону
Вскоре после начала восстания Хабибуллы Калакани Мухаммед Надир отправился в изгнание из-за несогласия с политикой падишаха Амануллы. Когда Хабибулла Калакани сверг Амануллу и захватил власть, Мухаммед Надир перебрался в Индию. Здесь он заручился военной поддержкой англичан, после чего вернулся в Афганистан. Встав во главе пуштунских племён Восточной провинции, 13 октября 1929 года он захватил Кабул, а 15 октября был провозглашён королём под именем «Надир-шах». Бежавший Хабибулла Калакани был вскоре схвачен и казнён.

## Правление
Жестоко расправившись с оппозицией, поддержавшей Амануллу, Мухаммед Надир-шах создал новые структуры государственной власти. Правительство было сформировано в основном из его родственников и ближайших соратников.
В октябре 1931 года была принята новая конституция. Надир-шах сделал большие уступки поддержавшим его в борьбе за власть племенам: единственным надпарламентским органом, получившим право вносить поправки в Конституцию стала Лойя Джирга (Совет племён).
В области внешней политики был объявлен курс на нейтралитет и развитие равноправных отношений со всеми странами, однако на деле режим Надир-шаха придерживался отчётливой ориентации на Великобританию. Тем не менее, нуждаясь и в поддержке своей независимости со стороны СССР, в 1930 году афганскими войсками были вытеснены с территории страны басмаческие отряды Ибрагим-бека, совершавшие вооружённые нападения на советскую территорию.
24 июня 1931 года в Кабуле был подписан советско-афганский Договор о нейтралитете и взаимном ненападении сроком на пять лет с автоматическим ежегодным продлением.
Надир-шах поставил политическую жизнь страны под жёсткий контроль, исключавший появление оппозиции. Совершённая в 1932 году казнь членов влиятельной семьи Чархи, соратников эмира Амануллы, привела к широкому недовольству режимом. В условиях, когда политическая оппозиция была разгромлена, недовольство режимом приняло форму индивидуального террора: в июне 1933 года в Берлине был убит брат Надира, посол Афганистана в Германии Мухаммед Азиз-хан. Вслед за этим произошло покушение на британского посла в Кабуле.
8 ноября 1933 года во время торжественной церемонии в лицее «Неджат» Мухаммед Надир-шах был застрелен 19-летним учащимся лицея Абдул Халик Хазаром. Покушавшийся был немедленно арестован и приговорён к смертной казни через четвертование, его ближайшие родственники (включая отца и дядю) — повешены.